# 町田哲司
町田 哲司（まちだ てつじ、1955年-　）は、アメリカ文学研究者。学位は博士（言語文化）（関西外国語大学・2010年）。関西外国語大学教授。

## 来歴
1981年関西大学文学部教育学科卒、1989年関西外国語大学大学院外国語学研究科英語学博士課程満期退学。「超越主義者ソール・ベロー : トランスパーソナル心理学の視点からみる9主要作品のベロー的超越主義の研究」で2010年3月20日に関西外国語大学より博士（言語文化）の学位を授与される。

### 研究者として
1989年関西外国語大学講師、92年助教授、2002年関西外国語大学教授。2005年日本ソール・ベロー協会会長。2021年4月関西外国語大学名誉教授。

## 著書
- 『英検合格ノウハウブックこれが受かる教材だ』ひょうたん書房 ひょうたん新書 1991
- Saul Bellow, a Transcendentalist : a Study of Saul Bellow’s Transcendentalism in His Major Works from the Viewpoint of Transpersonal Psychology　大阪教育図書 1993
- 『ソール・ベロー 2 "Soul"の伝記序説』大阪教育図書 2006

### 共編著
- 『ソール・ベロー論文集 1』坂野明子共編 大阪教育図書 1995
- 『自己実現とアメリカ文学』片渕悦久共編 晃洋書房 1998
- 『大学生のTOEIC』共編著 朝日出版社 1998
- 『アイデンティティとアメリカ小説 1950年代を中心に』江尻雅一,片渕悦久共編 晃洋書房 2001
- 『レックス先生のベスト・リスニング』Rex A.Tanimoto, 玉井久始,尼崎豊志夫共著 大阪教育図書 2001
- 『アメリカン・スタディーズ入門 自己実現でみるアメリカ』片渕悦久, 江尻雅一共編 萌書房 2003
- 『アメリカ文学史新考 アメリカ文学への手がかり』押谷善一郎監修 久我俊二,山本哲共編著 大阪教育図書 2004
- 『アメリカ文学のミニマム・エッセンシャルズ』丹羽隆昭,柏原和子,松原陽子共編著 大阪教育図書 2012
- 『変容するアメリカの今』町田哲司監修，松原陽子，柏原和子編集 大阪教育図書 2015
- 『歴史で読むアメリカ』町田哲司編著 大阪教育図書 2022

### 翻訳
- エドワード・ホフマン『マスローの人間論 未来に贈る人間主義心理学者のエッセイ』上田吉一共訳 ナカニシヤ出版 2002

## 参考
- J-GLOBAL